# Église de l'Assomption de la Mère de Dieu de Iași
L'église de l'Assomption de la Mère de Dieu (roumain : biserica Adormirea Maicii Domnului), aussi appelée Vieille cathédrale, est une église catholique romaine située 26 boulevard Ștefan cel Mare și Sfânt à Iași, en Roumanie. Elle est dédiée à l'Assomption de Marie.

## Description
La première église du site, avec la même dédicace, était en bois et connue sous le nom d'église des Franciscains (Biserica Franciscanilor). Un document de 1753, publié sous le règne du prince Matei Ghica, notait qu'une église catholique était située à Iași depuis la fondation de la Moldavie . En 1741, Grigore II Ghica fait don de deux vignes à l'église. Trois ans plus tard, Stanislau Jezierski, l'évêque catholique de Bacău, a noté que l'église était petite et prête à s'effondrer. Reconstruite en 1763, elle fut détruite par un incendie en 1766. L'église est reconstruite en briques à partir de 1782 et bénie en 1789. Le plafond est tombé lors du tremblement de terre de 1802 à Vrancea, ce qui a nécessité des réparations. L'incendie de 1827, qui a touché une grande partie de la ville, a détruit le toit, nécessitant à nouveau des travaux. En 1861, le prêtre Ioan Eugeniu Zapolski restaura et agrandit l'église. En 1869, à la demande de l'évêque Giuseppe Salandari, l'intérieur a été peint par un frère franciscain d'Italie. Salandari a été enterré dans l'église à sa mort en 1873, tout comme onze autres évêques et prêtres. Le mur sud de l'église présente un cadran solaire qui semble dater de 1813. Jusqu'au début du XIXe siècle, le bâtiment était utilisé comme monastère et était le centre de la mission franciscaine. Elle est devenue une cathédrale lorsque le diocèse de Iași a été créé en 1884. 
Construite dans le style baroque, l'église possède une seule flèche cylindrique, haute et effilée, au-dessus de l'entrée ; c'est aussi le clocher. L'extérieur est enduit simulant la pierre, mais n'a pas d'ornementation particulière. L'intérieur comporte trois autels en marbre. Il existe un orgue classique à 21 registres, fabriqué en Autriche. Les travaux de la plus grande cathédrale Notre-Dame-Reine de Iași ont commencé dans les années 1990, et l'ancien bâtiment a été relégué au rang d'église paroissiale en 2005, lorsque la nouvelle cathédrale a été inaugurée. 
L'église est classée monument historique par le ministère roumain de la Culture et des Affaires religieuses . 

## In memoriam
L'église abrite plusieurs tombes de prêtres et d'évêques du diocèse catholique romain d'Iaşi (de) dont celles de Nicolae Iosif Camilli (ro) décédé le 30 décembre 1915, et Mihai Robu (ro), évêque d'Iași de 1925 à 1944. 
Il y a aussi une urne avec de la terre rapportée de Sighetu Marmației, le lieu où le martyr et confesseur Mgr Anton Durcovici (1888-1951), évêque de Iași (1947-1949), est mort et a été enterré sans croix. Elle a été placée dans une niche murale de la cathédrale le 17 mai 2008. À l'extérieur, un monument lui est également dédié.

## Galerie

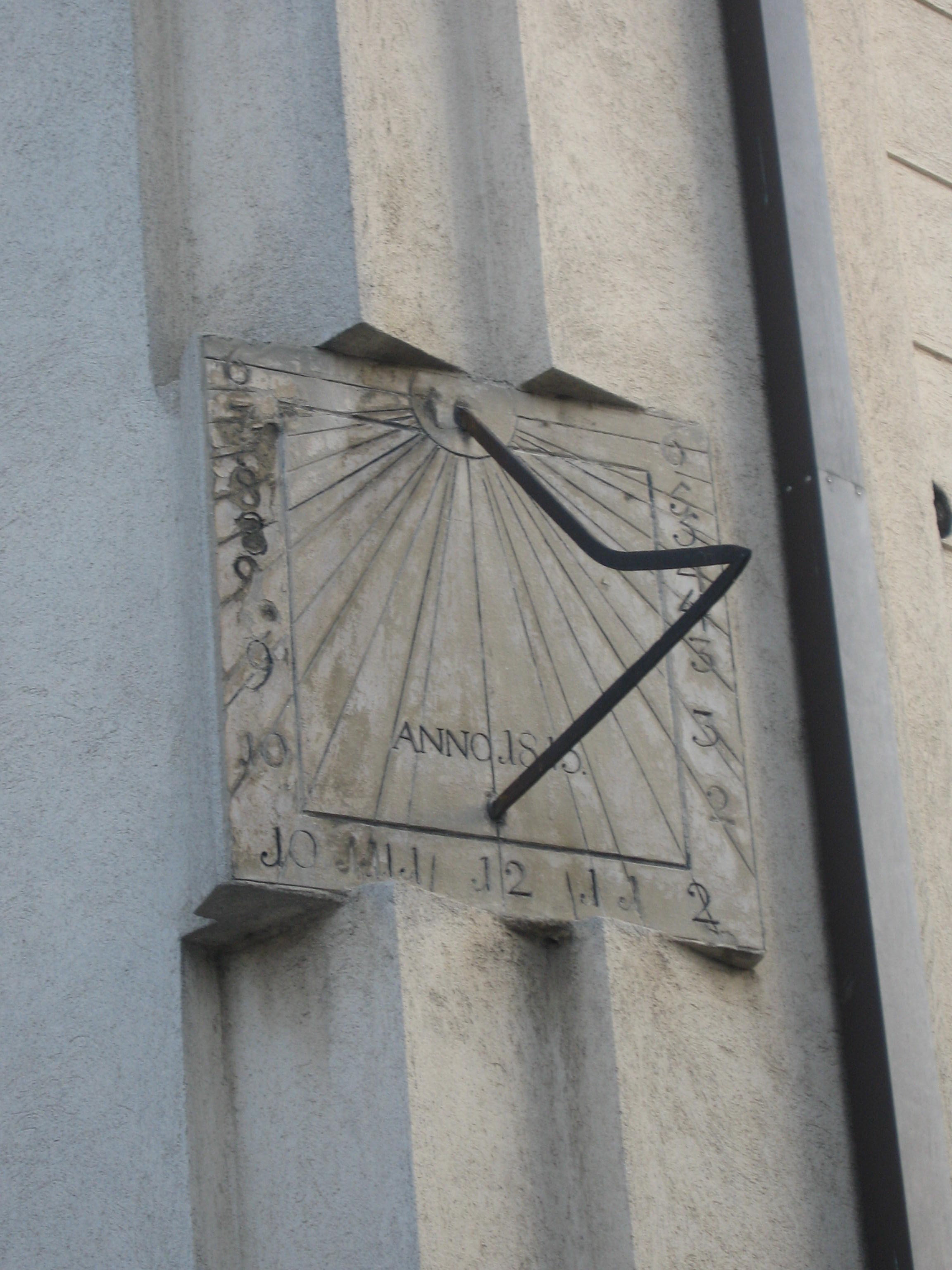
Cadran solaire.
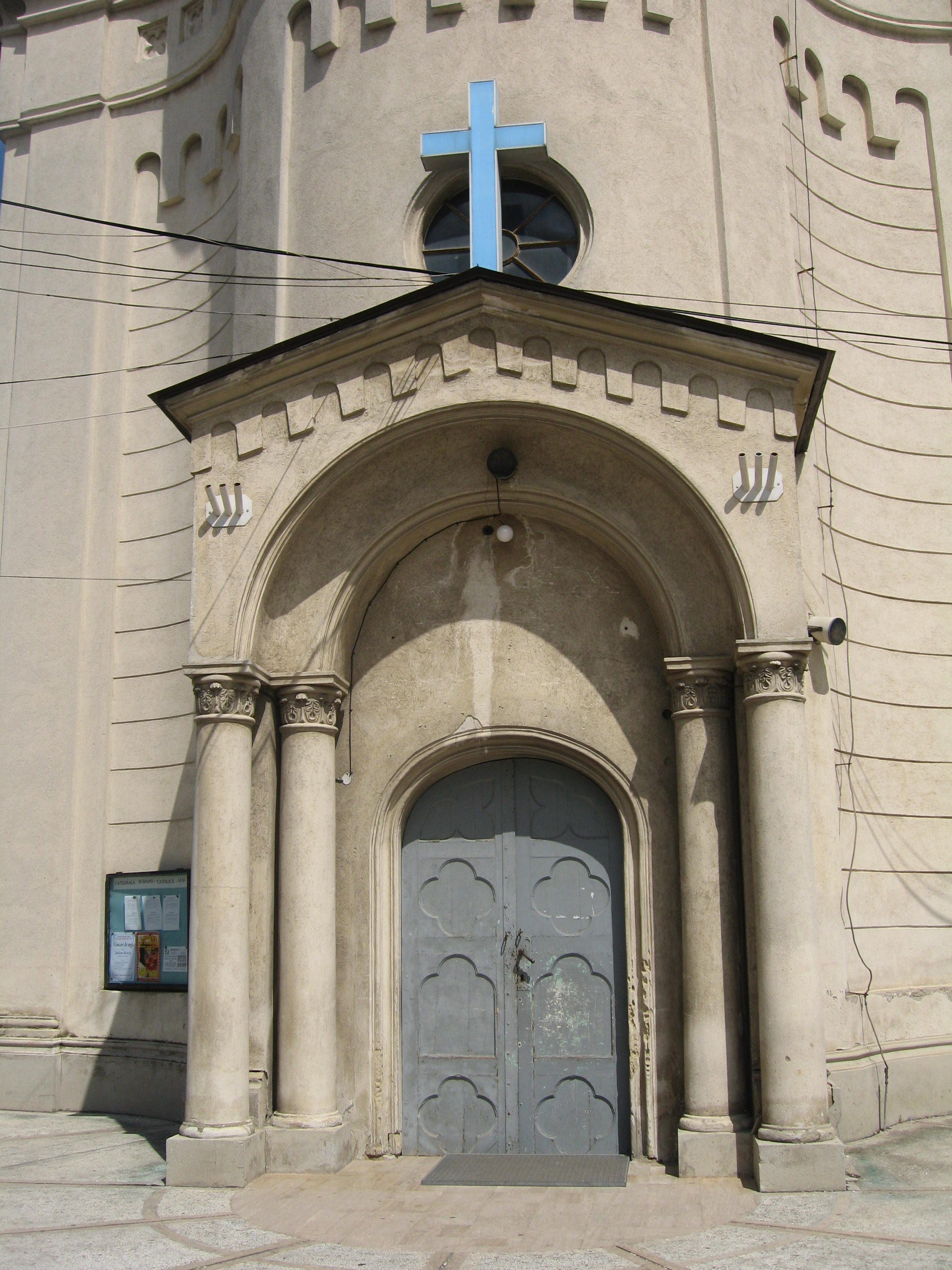
Le portail.
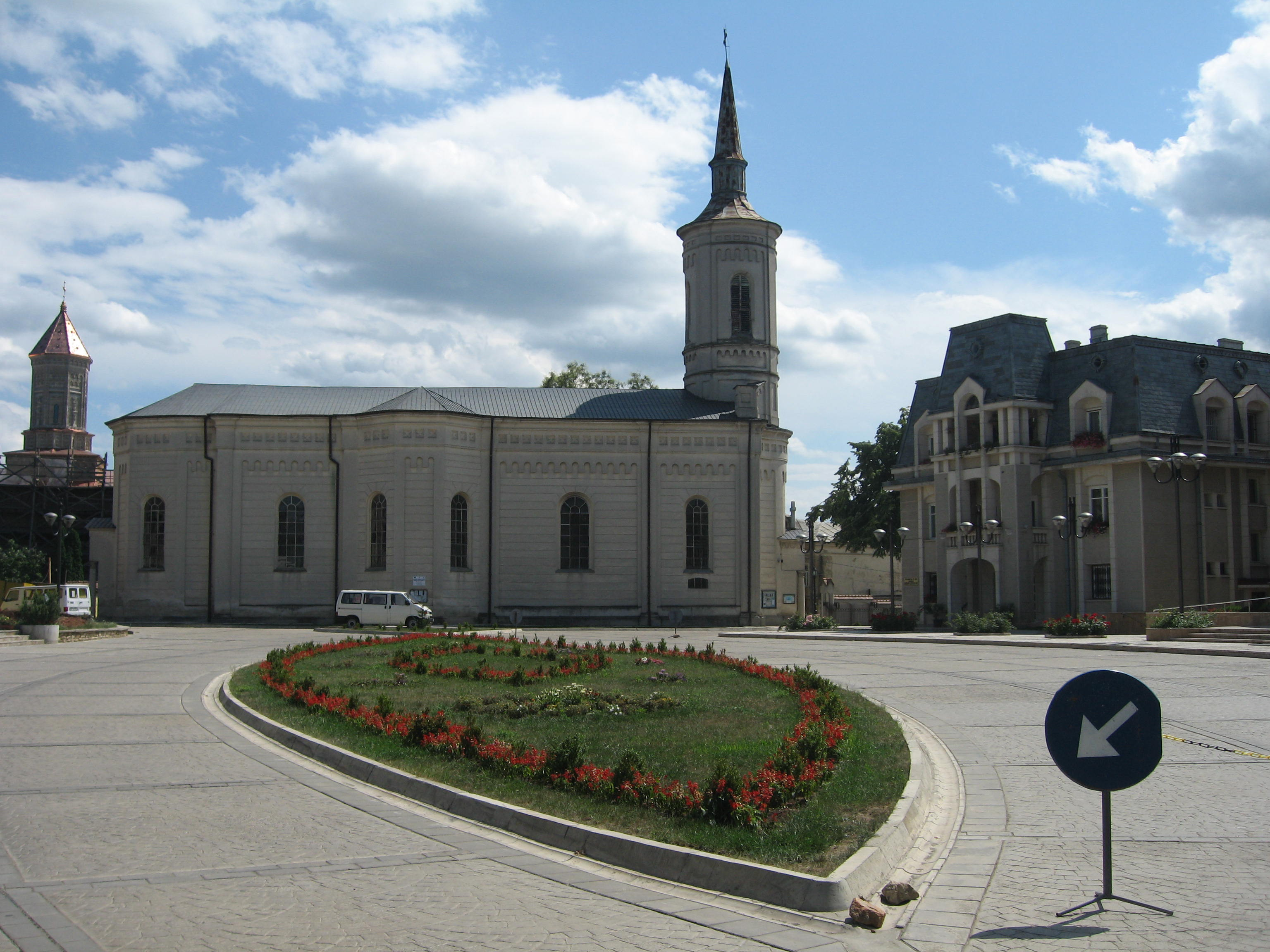
Vue latérale avec le siège du doyenné de Iași et de la paroisse.
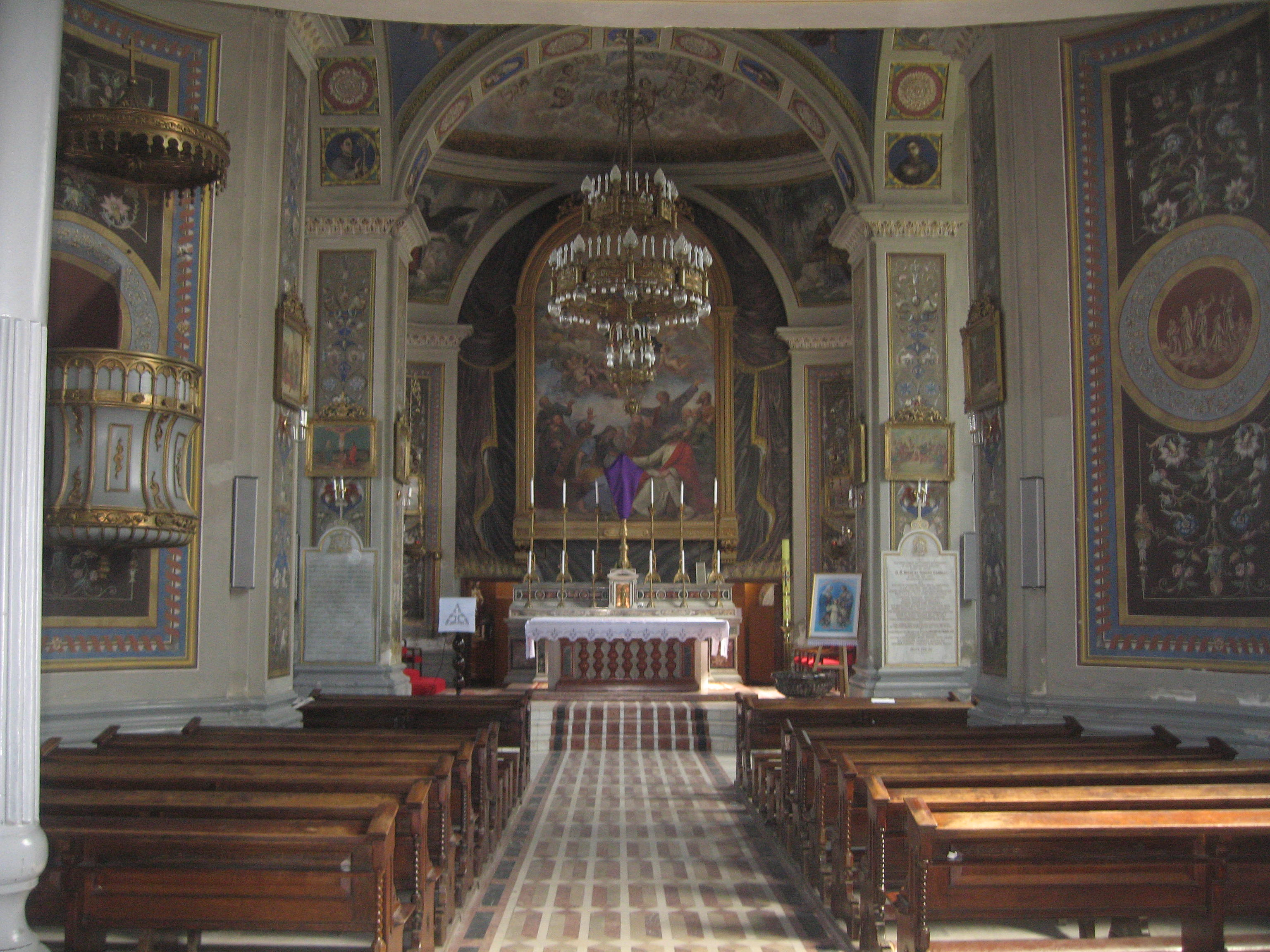
La nef vers le chœur.
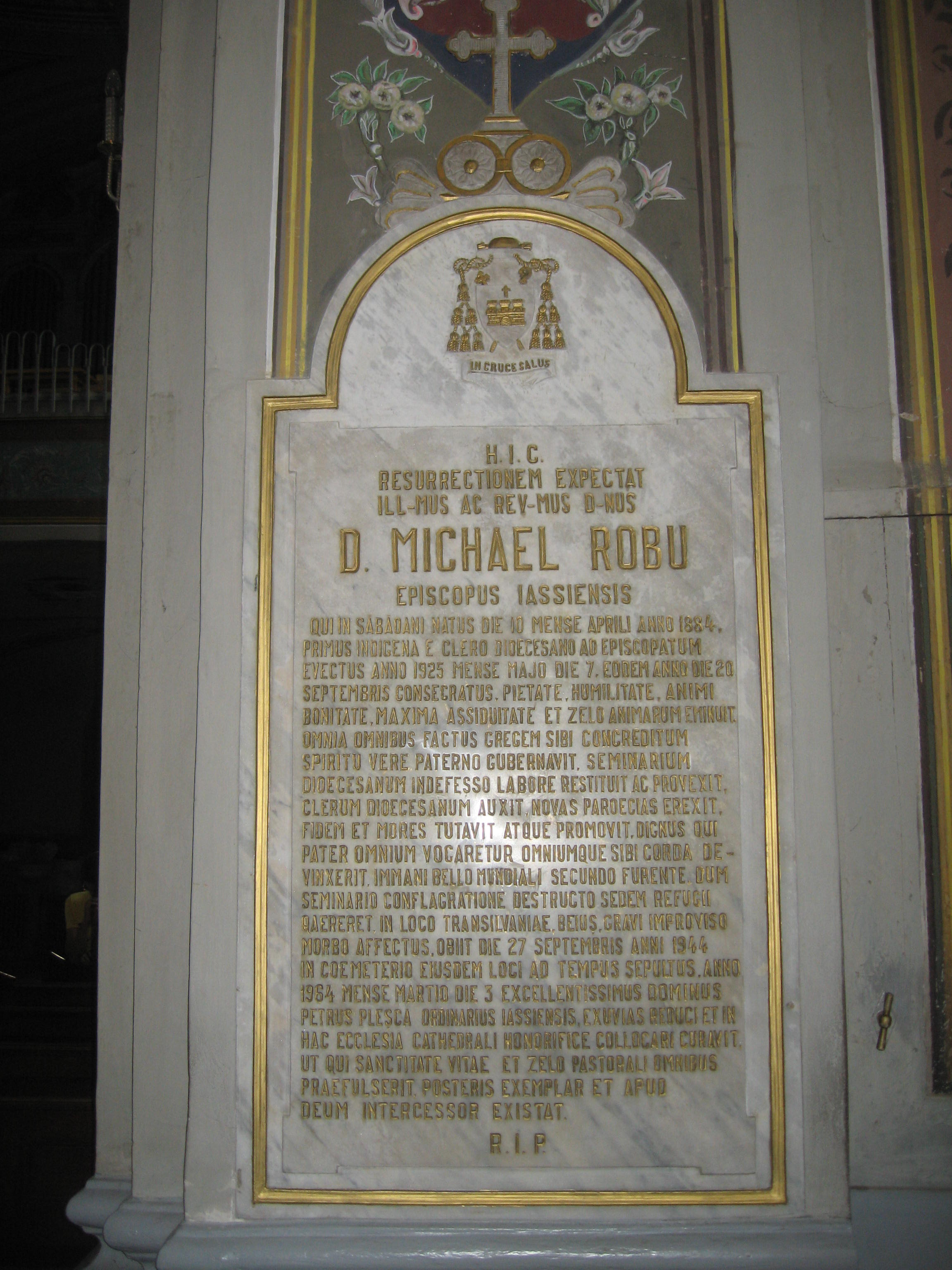
Tombe de Mihai Robu.
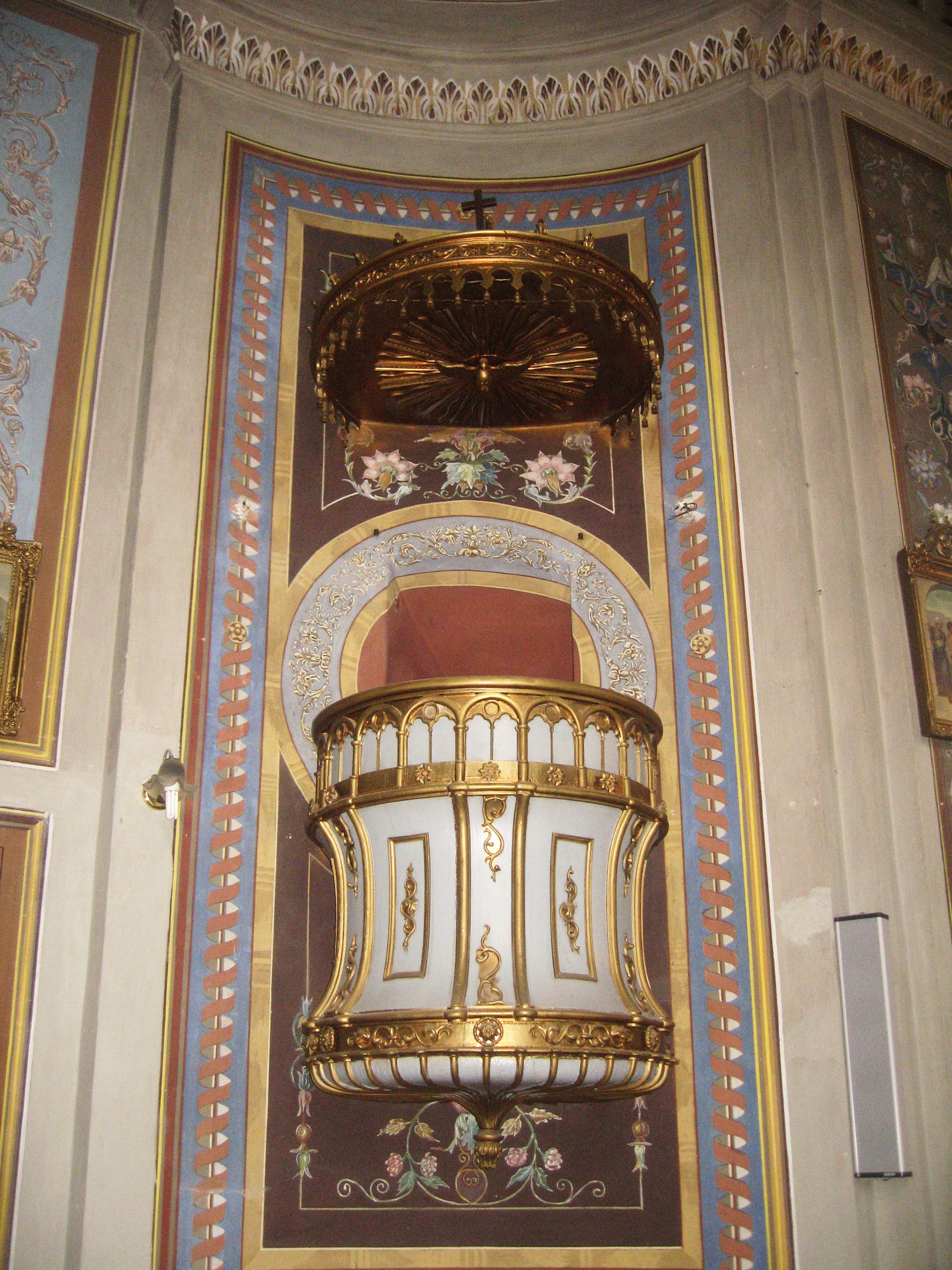
Chaire.